# Armoiries de la Bavière

Grandes armoiries de l'actuel État Libre de Bavière.

Blason de la Bavière

Les armoiries de la Bavière constituent l'emblème héraldique de la Bavière. Elles existent dans leur forme actuelle depuis le 5 juin 1950, à la suite de la loi des armes de l'état libre de Bavière.

## Signification

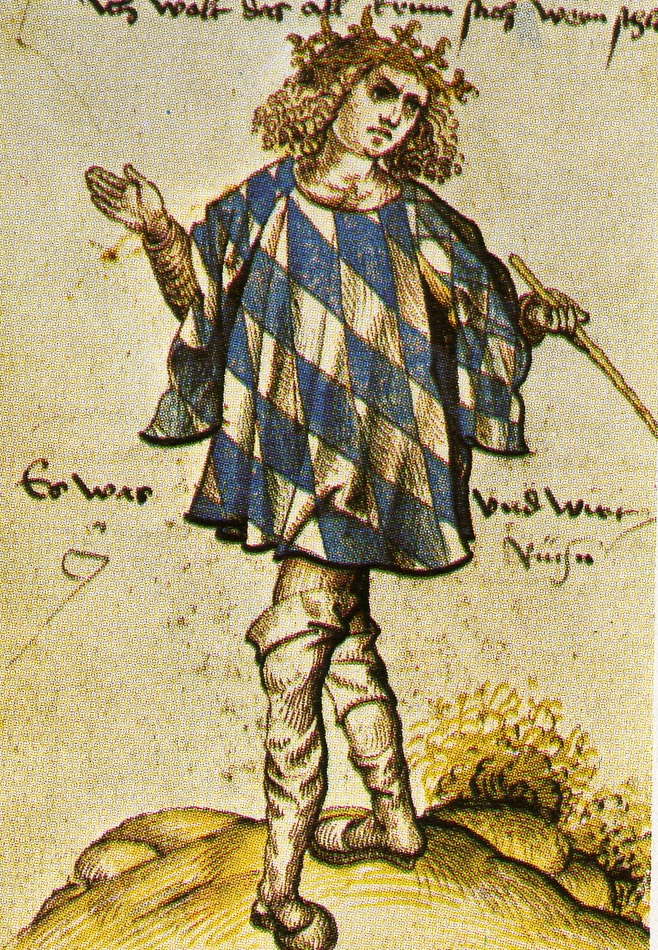
Le héraut bavarois Jörg Rügen portant un tabard des armes vers 1510

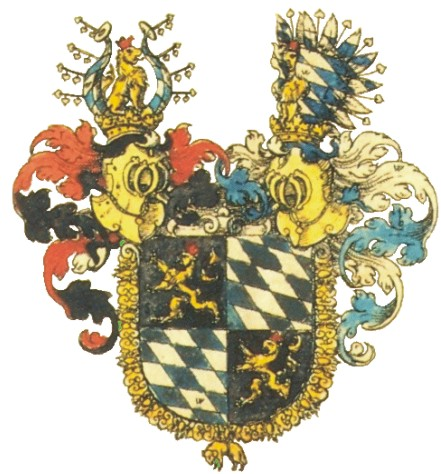
Armoiries des Wittelsbach (1703)

Les armoiries modernes ont été conçues par Eduard Ege, selon les traditions héraldiques, en 1946. 
- Premier quartier : A dextre, de sable, un lion rampant d'or, de gueules armés et langués. Cela représente la région administrative du Haut-Palatinat. Il est identique aux armoiries de l'électorat du Palatinat.
- Deuxième quartier : A senestre, un émanché de gueules et d'argent de trois pièces Cela représente les régions administratives de Haute, Moyenne et Basse Franconie. Il s'agissait des armoiries des princes-évêques de Wurtzbourg, qui étaient également ducs de Franconie[2].
- Troisième quartier : A la base dextre, d'argent, une panthère rampante d'azur, armée d'or. Cela représente les régions de Basse et Haute Bavière[3].
- Quatrième quartier : A la base senestre, d'or, trois lions de sable passant gardien, armés de gueules. Cela représente la Souabe.
- Le blason de fusils obliques bleus et blancs était à l'origine le blason des comtes de Bogen, adopté en 1242 par la Maison de Wittelsbach. Les fusils bleus et blancs sont incontestablement l'emblème de la Bavière et l'écu de cœur symbolise aujourd'hui la Bavière dans son ensemble. Avec la Couronne populaire, elle fait partie des petites et des grandes armoiries.
- La couronne du peuple : Les quatre champs de manteau avec le blason bleu et blanc au centre sont couronnés d'une bande dorée avec des pierres précieuses décorées de cinq feuilles ornementales. Cette couronne est apparue dans les armoiries pour la première fois en 1923 pour symboliser la souveraineté du peuple après l'abandon de la couronne royale.

## Histoire
La Bavière était l'un des duchés ethniques de Francie orientale et du Saint-Empire romain germanique. La Maison de Wittelsbach, qui a régné en Bavière pendant environ huit siècles, a utilisé le manteau losangé de 1242, puis l'a divisé avec le lion du Palatinat du Rhin. 
La Bavière est devenue un royaume en 1806, et en 1835 un nouveau blason a été créé, semblable à celui d'aujourd'hui mais représentant certaines régions par différentes armoiries. Le premier blason connu de la maison de Wittelsbach était d'azur, une fasse d'or dansante. Lorsque Louis Ier épousa Ludmilla, la veuve d'Albert III, comte de Bogen, il adopta les armoiries des comtes de Bogen avec leur terre. Le nombre de losanges variait; à partir du XVe siècle, 21 ont été utilisés, passant à 42 lorsque la Bavière est devenue un royaume en 1806.

jusqu'en 1623
1623-1777
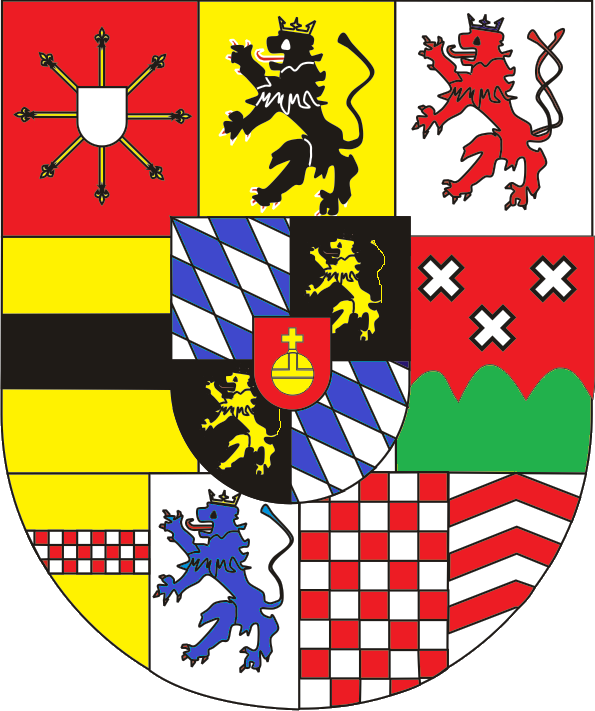
1777-1799
1799-1804
1804-1806
1806
1806-1835
1835-1923
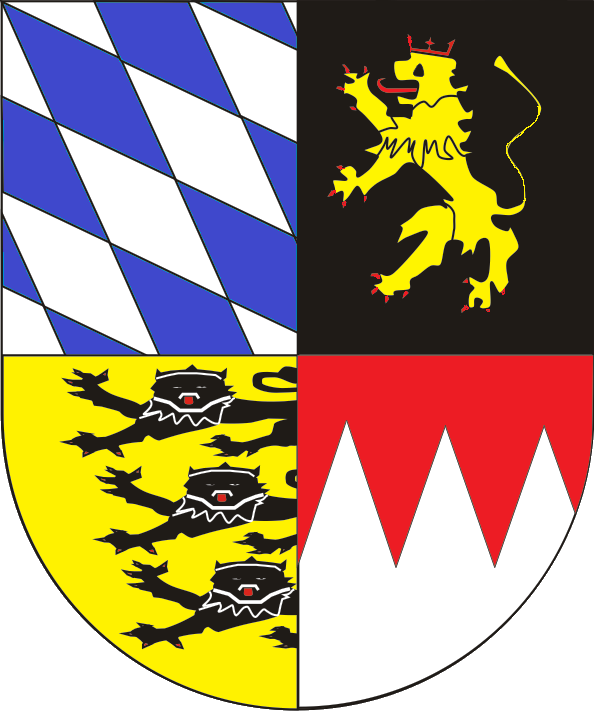
1923-1950
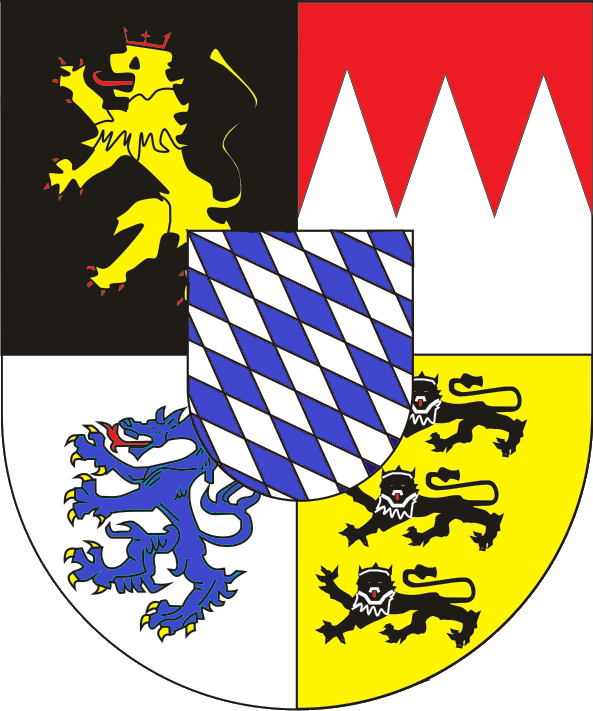
depuis 1950

### Armoiries de Kraiburg
Au XIe siècle, les comtes de Kraiburg, une branche des comtes de Sponheim originaire de ce qui est aujourd'hui la Hesse rhénane, acquirent des terres en Haute-Bavière et en Basse-Bavière. En 1259, après la mort du dernier membre masculin de la famille, le comté est vendu aux ducs de Bavière. Les armoiries de la famille étaient le lion de Sponheim, bien que le terme exact n'est pas un lion mais une panthère, un mélange d'un dragon et d'un lion. De nos jours, la panthère cracheuse de feu est le blason de la ville d'Ingolstadt. Les armoiries créées pour le Royaume de Bavière en 1835 comprenaient la panthère.

## Voir plus
- Armoiries de Munich
- Armoiries de la Prusse
- Armoiries de l'Allemagne
- Origine des armoiries des États fédéraux allemands